# Bouadel
Bouadel (franska: Bouadel (CR), Bouadel (Commune Rurale), arabiska: تافرانت) är en kommun i Marocko.   Den ligger i provinsen Taounate och regionen Fès-Meknès, i den nordöstra delen av landet, 220 km öster om huvudstaden Rabat. Antalet invånare är 13 691.